# Daerstorf
Daerstorfⓘ (Aussprache: Darstorf, plattdeutsch Doasdörp) ist ein Teil der Einheitsgemeinde Neu Wulmstorf im Landkreis Harburg im nordöstlichen Niedersachsen in der Metropolregion Hamburg.

## Nachbargemeinden
Im Süden grenzt Daerstorf an Elstorf und Schwiederstorf, im Norden an Wulmstorf, im Osten an die Siedlung Tempelberg, die Fischbeker Heide und den südlichsten Teil Hamburgs und im Westen an Ketzendorf im Landkreis Stade. Naturräumlich liegt Daerstorf am Nordostrand der Apenser Lehmgeest am Übergang zu den Schwarzen Bergen.

## Geschichte

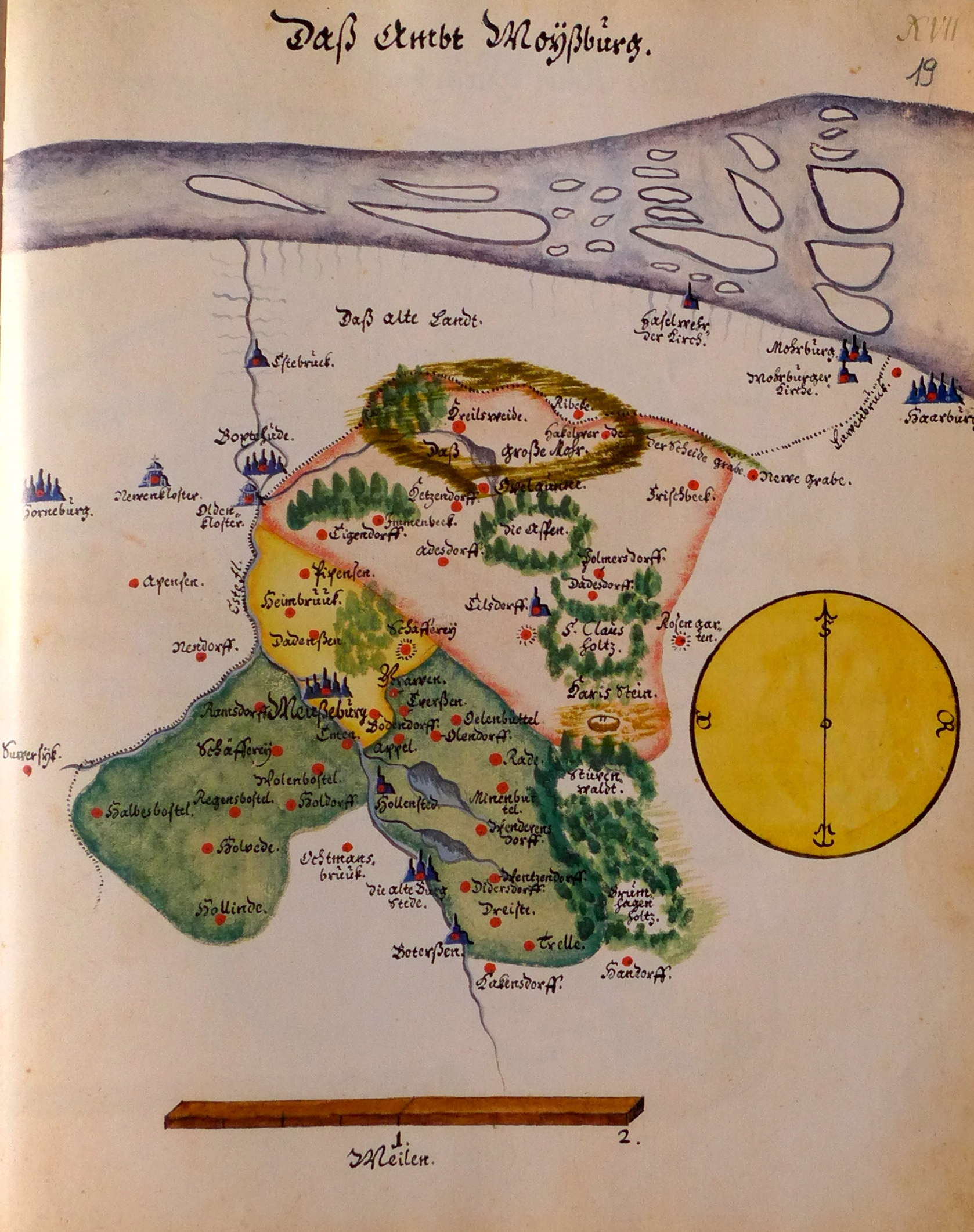
Dadestorff in der Vogtei Eilsdorff im Ambt Meußeburg (1600)

Grabhügel wie das Großsteingrab Daerstorf und Ausgrabungen deuten auf eine erste Besiedelung durch die jungsteinzeitlichen Trichterbecherkultur und in der Bronzezeit zurück. Weitere Funde zeigen Spuren einer Siedlung um 770.
Erstmals erwähnt wurde 'Dardestorpe' am 20. Juni 1295 in einer Urkunde des Hildesheimer Klosters, in der Bischof Konrad zu Hildesheim der Propstei St. Andreä zu Hildesheim u. a. die Abgaben Daerstorfs mit einem Hof überlässt.
Im Fürstentum Lüneburg war Daerstorf mit 14 weiteren Ortschaften der Vogtei Elstorf Teil des Amt Moisburg (siehe Liste der Ämter und Vogteien im Fürstentum Lüneburg).
Während der Franzosenzeit zählte Daerstorf 101 Einwohner und gehörte zum Département des Bouches de l’Elbe. Nachfolgend war es im Amt Teil der Landdrostei Lüneburg, bevor es 1859 im Amt Tostedt aufging.
Ab 1835 entwickelte sich die Besiedlung der Flächen um Daerstorf, Elstorf und Wulmstorf. Der Nachbarort Neu Wulmstorf entstand 1835 im Kern aus der Besiedlung des Daerstorfer Knechts und Pächters Peter Lohmann, der bis dahin in Wulmstorf arbeitete.

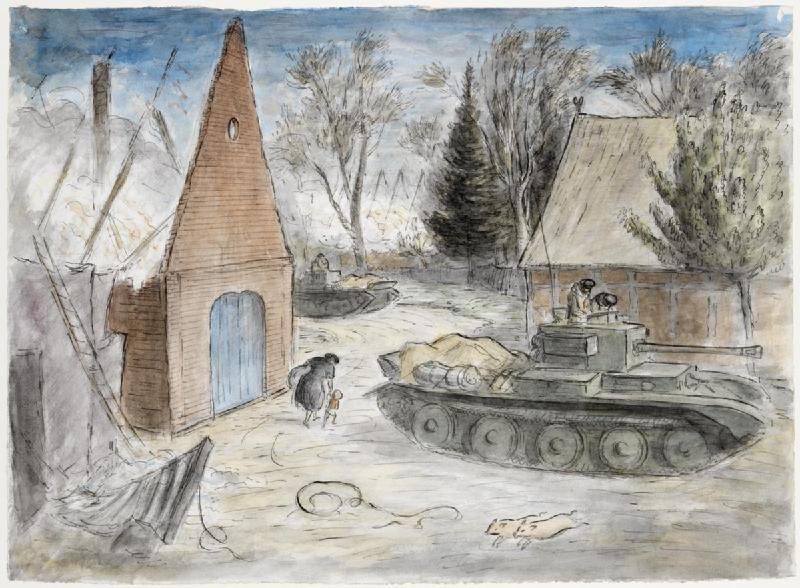
„With the 8th Hussars in Germany - Tanks in a burning village“ Zeichnung des britischen Soldaten Edward Ardizzone bei der Eroberung Daerstorfs 1945.

Daerstorf wurde zusammen mit Wulmstorf erst kurz vor Kriegsende am Nachmittag des 20. April 1945 durch die „A-Companie“ der Infanterieeinheit „1st Rifle Brigade“ und die „8th King’s Royal Irish Hussars“ der englische Truppen nach schweren Gefechten eingenommen. Neben der am 19. April von der Fischbeker Kaserne hier stationierten Panzer-Ersatzkompanie trafen die Engländer hier auch auf die Soldaten der Waffen-SS, die zu spät kamen Schwiederstorf zu verteidigen und nach Daerstorf zurückfielen.

## Eingemeindungen
Daerstorf war bis zum 1. Januar 1970 eine eigenständige Gemeinde, zu der auch eine Exklave in der Marsch  zwischen Niederelbebahn und Wulmstorf gehörte. Entsprechend trug der 1905 in dieser Exklave eröffnete Bahnhof den Namen Daerstorf (die heutige Station Neu Wulmstorf).

## Einwohnerentwicklung
| Jahr          | 1812 | 1910 | 1925 | 1933 | 1939 |
| ------------- | ---- | ---- | ---- | ---- | ---- |
| Einwohnerzahl | 101  | 132  | 153  | 132  | 144  |

## Wappen
Die schwarzen Felder in Schildfuß und Schildhaupt symbolisieren die fünf  ersten Höfe, der mittige Pflug auf weißem Grund verweist auf die Landwirtschaft als Haupterwerb der Ortsansässigen.

## Brauchtum
Noch bis 1951 wurde an der Daerstorfer Wodanseiche noch de Wood für den germanischen Gott Wodan als Dankopfer erbracht.

## Wirtschaft und Verkehr
Daerstorf liegt an der L 235 zwischen Wulmstorf und Elstorf und ist über die Bahnstrecke Hamburg-Harburg–Cuxhaven, die als Hamburger S-Bahn betrieben wird, erreichbar. Die Station Neu Wulmstorf trug bis 1969 noch den Namen Daerstorf. In der Nähe befinden sich auch die Anschlussstellen Rade der A 1 und Heimfeld der A 7. Mit der geplanten A 26 von Stade nach Hamburg wird die Gemeinde weiter erschlossen. Weitere Fernverkehrsstraßen sind die Bundesstraßen B 73 und B 3. Weiterhin binden die Busunternehmen HVV und KVG Wulmstorf an die umliegenden Gemeinden an.

### Kommunikation
Daerstorf ist über DSL nur schlecht erschlossen. Glasfaser ist im gesamten Ort nicht verfügbar. Kabelfernsehen ist im gesamten Ort verfügbar und Internet hierüber mit circa 25 Mbit/s möglich. Offenes WLAN ist nicht verfügbar.